# Мударисово
Мударисово (баш. Мөҙәрис) — деревня в Уфимском районе Республики Башкортостан Российской Федерации. Входит в состав Михайловского сельсовета.

## География

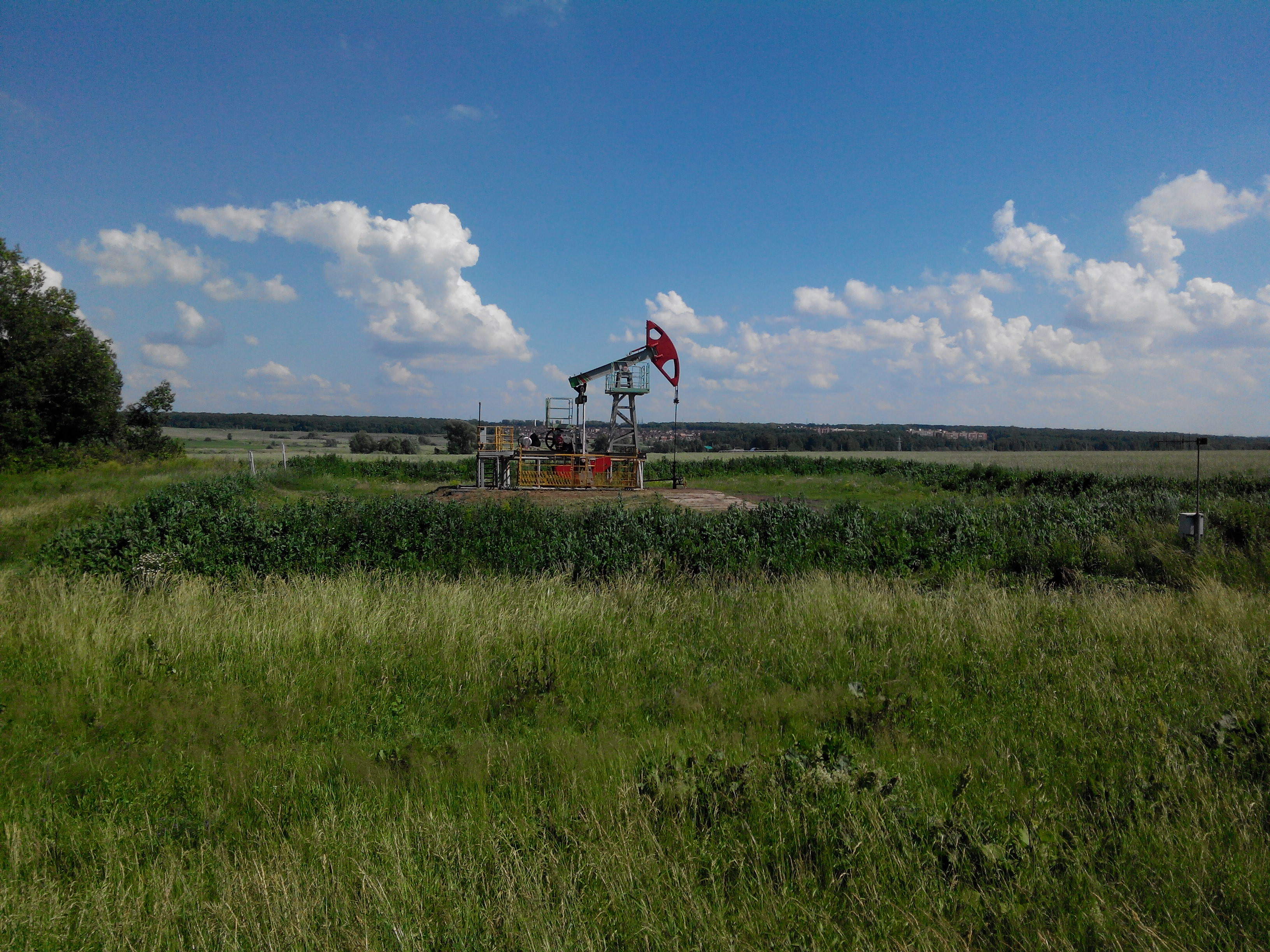
Добыча нефти возле Мударисово

### Географическое положение
Расстояние до:
- районного центра (Уфа): 15 км,
- центра сельсовета (Михайловка): 9 км,
- ближайшей ж/д станции (Уфа): 15 км.

## Население
| 2002 | 2009 | 2010 |
| ---- | ---- | ---- |
| 97   | ↗102 | ↗198 |

Национальный состав
Согласно переписи 2002 года, преобладающая национальность — татары (81 %).